# Retz
Retz is een gemeente in de Oostenrijkse deelstaat Neder-Oostenrijk, gelegen in het district Hollabrunn (HL). De gemeente heeft ongeveer 4200 inwoners.
Retz was vroeger een ommuurde stad.

## Geografie
Retz heeft een oppervlakte van 45,01 km². Het ligt in het noordoosten van het land, ten noorden van de hoofdstad Wenen en ten zuiden van de grens met Tsjechië.

## Bezienswaardigheden
In Retz staat een van de laatste twee maalvaardige windmolens van Oostenrijk. Het is een ronde stenen molen die graan kan malen. De molen werd in 1853 gebouwd op de plaats van een eerdere houten standerdmolen uit 1772, die in 1851 om een onbekende reden afgebroken werd. Er staat in Retz nog een deel van een andere stenen molen uit 1775. Deze brandde in 1893 na een blikseminslag af en het onderste deel wordt sindsdien als woonhuis gebruikt. Oostenrijk had vroeger ongeveer vierhonderd windmolens. Een andere overgebleven maalvaardige windmolen staat in Podersdorf aan het Neusiedler Meer.

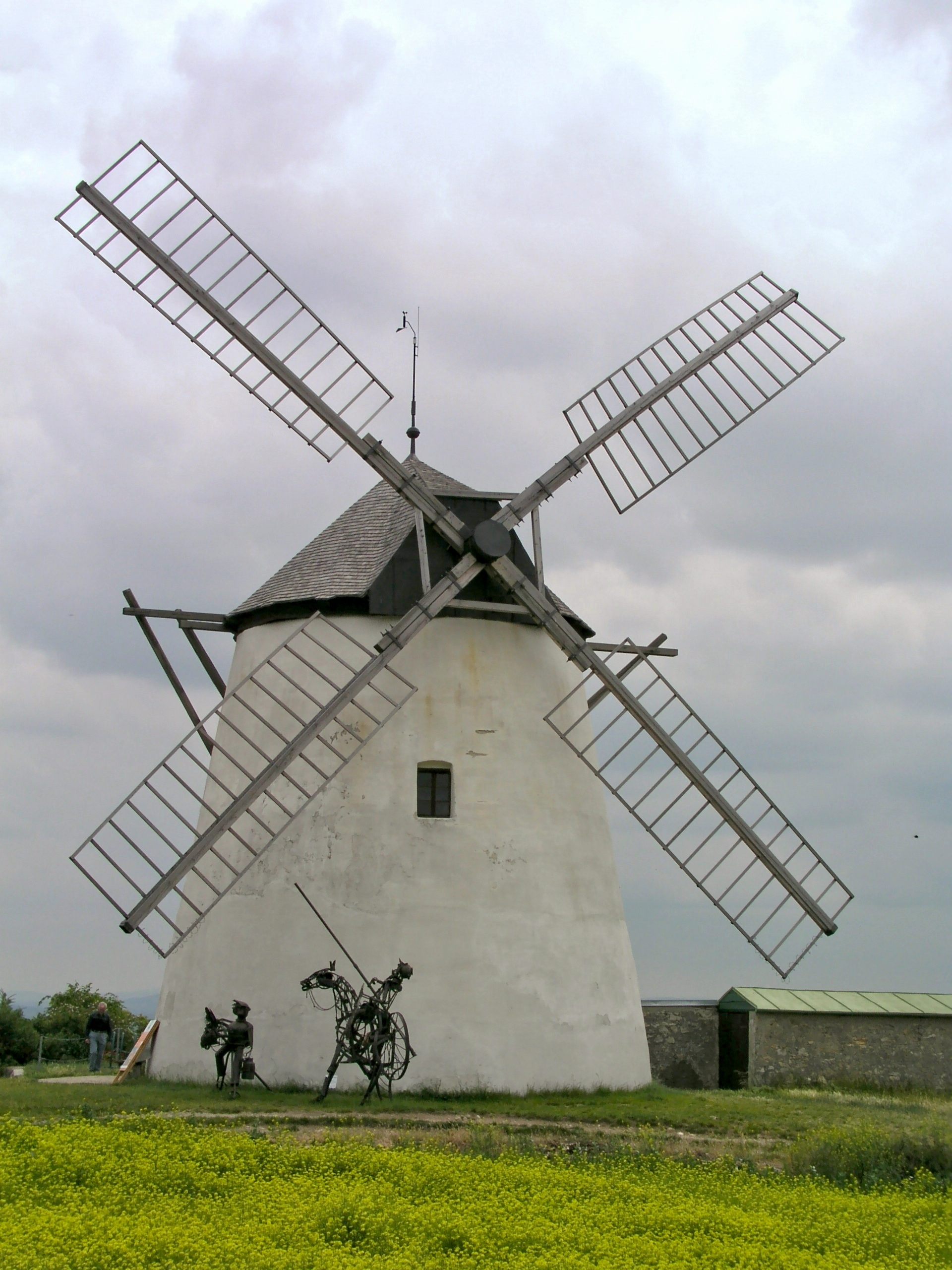
De molen van Retz

## Partnersteden

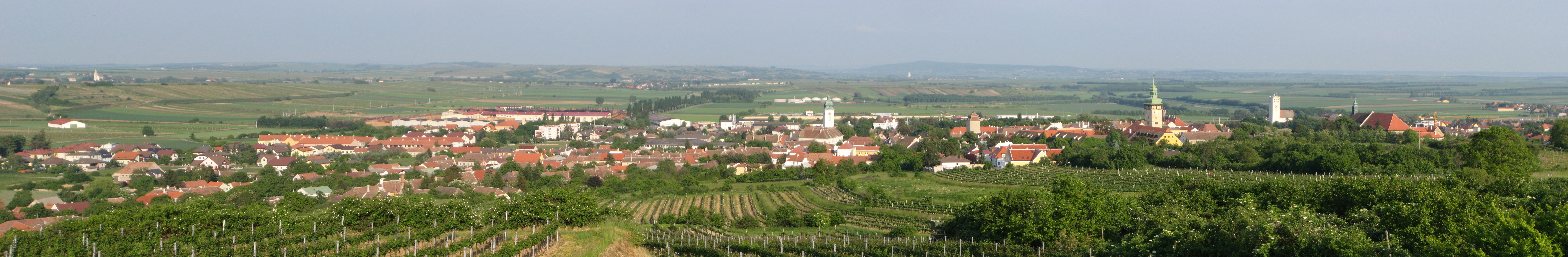
Retz

- Znojmo (Tsjechië)

Alberndorf im Pulkautal · Göllersdorf · Grabern · Guntersdorf · Hadres · Hardegg · Haugsdorf · Heldenberg · Hohenwarth-Mühlbach am Manhartsberg · Hollabrunn · Mailberg · Maissau · Nappersdorf-Kammersdorf · Pernersdorf · Pulkau · Ravelsbach · Retz · Retzbach · Schrattenthal · Seefeld-Kadolz · Sitzendorf an der Schmida · Wullersdorf · Zellerndorf · Ziersdorf
- Bibliothèque nationale de France: cb139296429 (data)
- Gemeinsame Normdatei: 4049630-2
- Library of Congress Control Number: n88297361
- MusicBrainz: 5126dec5-572d-40ae-9771-da7349b7a6df
- Nationale Bibliotheek van Tsjechië: xx0127394
- Nationale Bibliotheek van Israël: 987007562505705171
- Virtual International Authority File: 124449312
- WorldCat: E39PBJqqthV38twMKGtCtYFVG3